# Matthew Baker
Pour les articles homonymes, voir Baker.
Matthew Baker (1530-1613) était un ingénieur naval anglais. Il est considéré comme le premier grand théoricien des navires.
Son père James Baker était constructeur de navires et un fondateur de la Royal Navy.
Professeur de mathématique à Cambridge, il est le premier à concevoir des navires en s'écartant de la connaissance technique transmise par tradition orale. En particulier, ses archives comportent des dessins de navires qui montrent un effort de cotation. Il utilise également des tables pour la construction mais, semble-t-il, pas de module . Ses documents de travail ont été conservés et constituent une source importante d'information sur les techniques de l'époque.
En s'inspirant des animaux, il développera des principes proches de la bionique. Son architecture navale se traduit par un abaissement des gaillards d’avant et d’arrière (vaisseau rasé), une modification des proportions et une évolution du gréement. Baker est attentif aux expériences des corsaires comme Francis Drake, Frobisher et Howard d’Effingham, qui préfèrent des bateaux rapides et maniables. Les vaisseaux de Baker, à l’image du « Golden Hind » commandé par Francis Drake, filent deux fois plus vite que les vaisseaux massifs des Espagnols. À cette époque, tout bateau qui rentre en réparation aux chantiers navals de Chatham est entièrement transformé selon les plans de Mathew Baker.
La technique mise au point par Matthew Baker domina la construction navale pendant deux siècles et influa sur tous les types de vaisseaux européens. Elle permit à l'Angleterre de développer une supériorité maritime qui sera le préalable à l'expansion de l'Empire britannique
Il écrivit, vers 1585, un ouvrage illustré, Éléments de la construction de navires qui est conservé au collège Magdeleine de Cambridge.

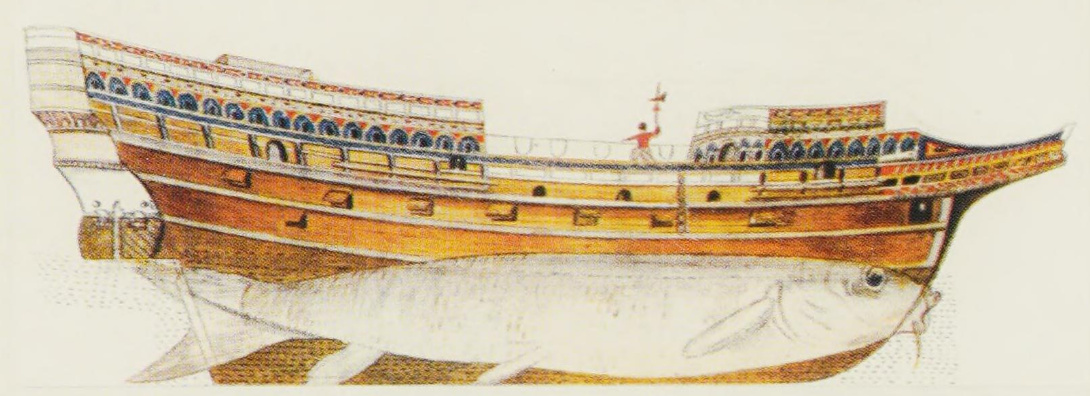
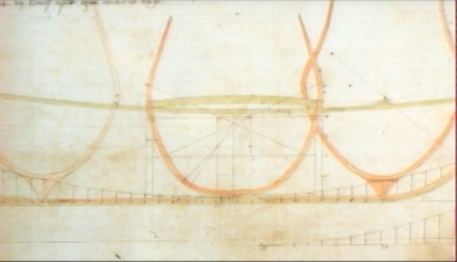